# Mănăstirea Albotina
Mănăstirea Albotina (în bulgară Алботински манастир) este o mănăstire medievală rupestră, în prezent inactivă, aparținând de Episcopia de Vidin, eparhie a Bisericii Ortodoxe Bulgare, în poiana Albotina de-a lungul râului Topoloveț între satele Gradeț și Rabrovo, în apropiere de satul Deleina.
Complexul mănăstirii a fost construită în calcarele masivului de pe latura de nord a râului, la aproximativ 25 de metri înălțime, folosind peșteri naturale și vestigii de piatră, cu spații goale și nișe cu scopuri religioase de zi cu zi. Mănăstirea este atinsă de un drum abrupt și îngust de nisip, la începutul căruia a fost construit un robinet de apa, cunoscut sub numele de Haiduk cheshma (cișmeaua haiducului). Fiind ușor accesibilă, mănăstirea rupestră a fost folosită de ciobani și de tăietorii de piatră ca loc de adăpost. Căutătorii de comori au jefuit-o și vandalizat-o de-a lungul timpului.
Mănăstirea Albotina a fost activă în secolul al XIV-lea, conform fragmentelor păstrate ale frescelor și inscripțiilor, precum și a podoabelor (cercei, brățări) găsite în cele 29 de morminte creștine descoperite. Numărul mare de înmormântare a laicilor în rândul clericilor este o dovadă că mănăstirea era un sanctuar reputațional și un loc dorit pentru pacea veșnică a donatorilor săi. Printre înregistrările istorice rare, este demn de menționat menționarea actualului sat inexistent Altovin într-un registru al cazei Vidin din 1560.
Complexul mănăstirii este alcătuit din opt camere la rând, biserica fiind situată în sectorul mijlociu, în cea mai concavă parte a curbei masivului stâncos. Biserica conține trei nave și este orientată conform canonului de la vest la est, părțile sale sudice și sud-vest fiind complet devastate. Prezența unui baptisteriu indică folosirea lăcașului nu doar în scop monahal, ci și pentru liturghii publice. În nord-vestul mănăstirii se află un al doilea etaj care cuprinde cea de-a doua cea mai mare cameră a mănăstirii, care probabil a fost folosită pentru o reședință. În partea de vest a mănăstirii au fost amplasate și alte clădiri: chiliile călugărilor, bucătăria, pivnița, depozitele. Două rezervoare de apă pot fi de asemenea văzute.
Numele bisericii mănăstirii este necunoscut, dar există presupuneri că acesta a fost dedicată învierii lui Isus, ca urmare a păstrat vechea tradiție de a juca hora în memoria celor decedați în a doua zi de Paști. Acest obicei este practicat pe scară largă de către românii timoceni care atârnă portrete cu rudele lor decedate pe ramurile unui venerabil copac în lunca de sub mănăstire. Fiecare horă care joacă înainte de prânz este dedicată separat unei persoane decedate, iar după-amiaza și dansurile sunt dedicate persoanelor vii. Bulgarii și românii culeg frăsinel și împart câte o creangă pentru fiecare persoană decedată 
Mănăstirea Rupestră Albotina a fost declarată monument de cultură în monitorul oficial al Bulgariei pe 28 decembrie 1927, articolul 221, iar pe 26 decembrie 1969, articolul 100.

## Galerie de imagini

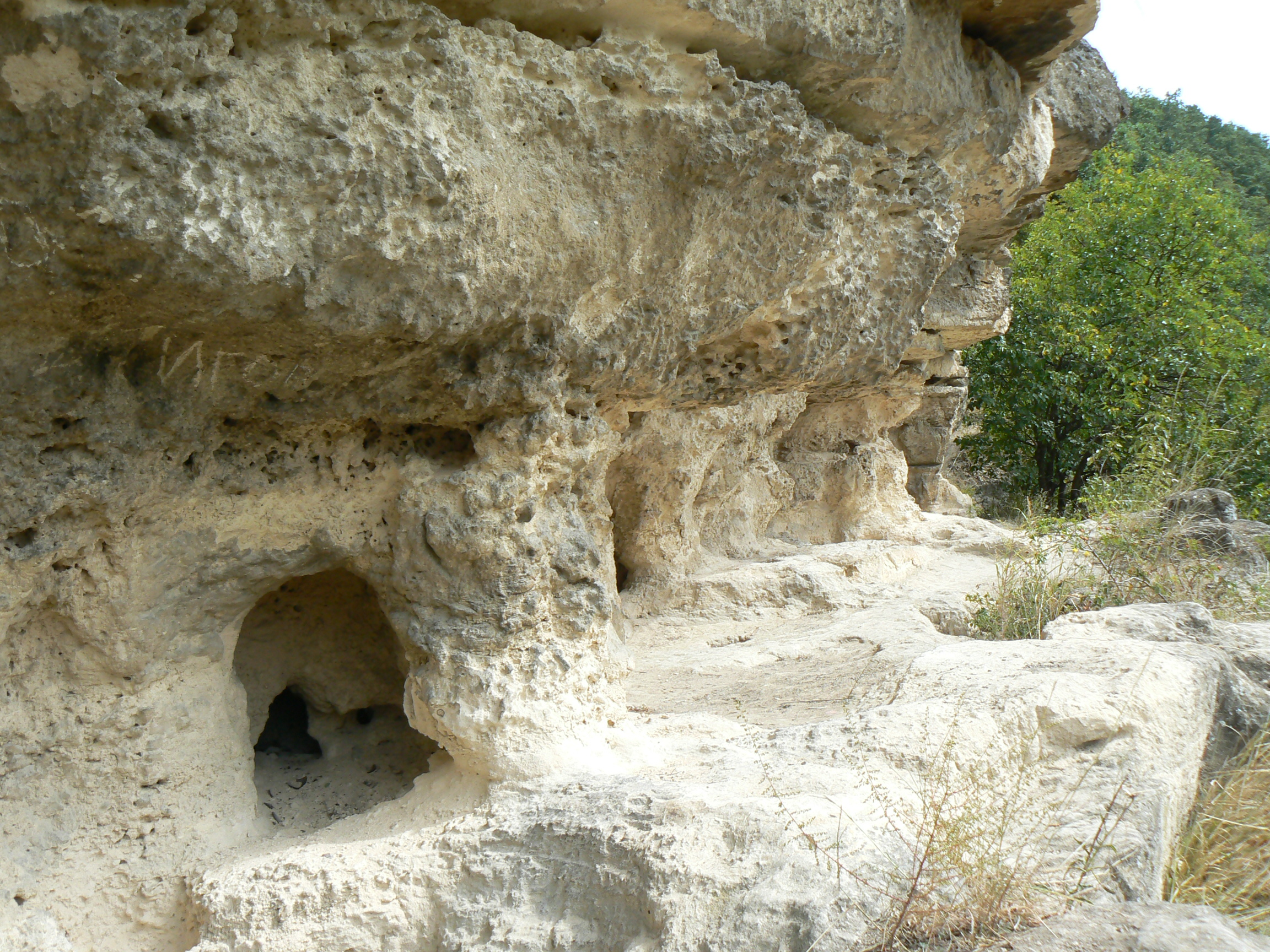
Vedere a mănăstirii de la intrare
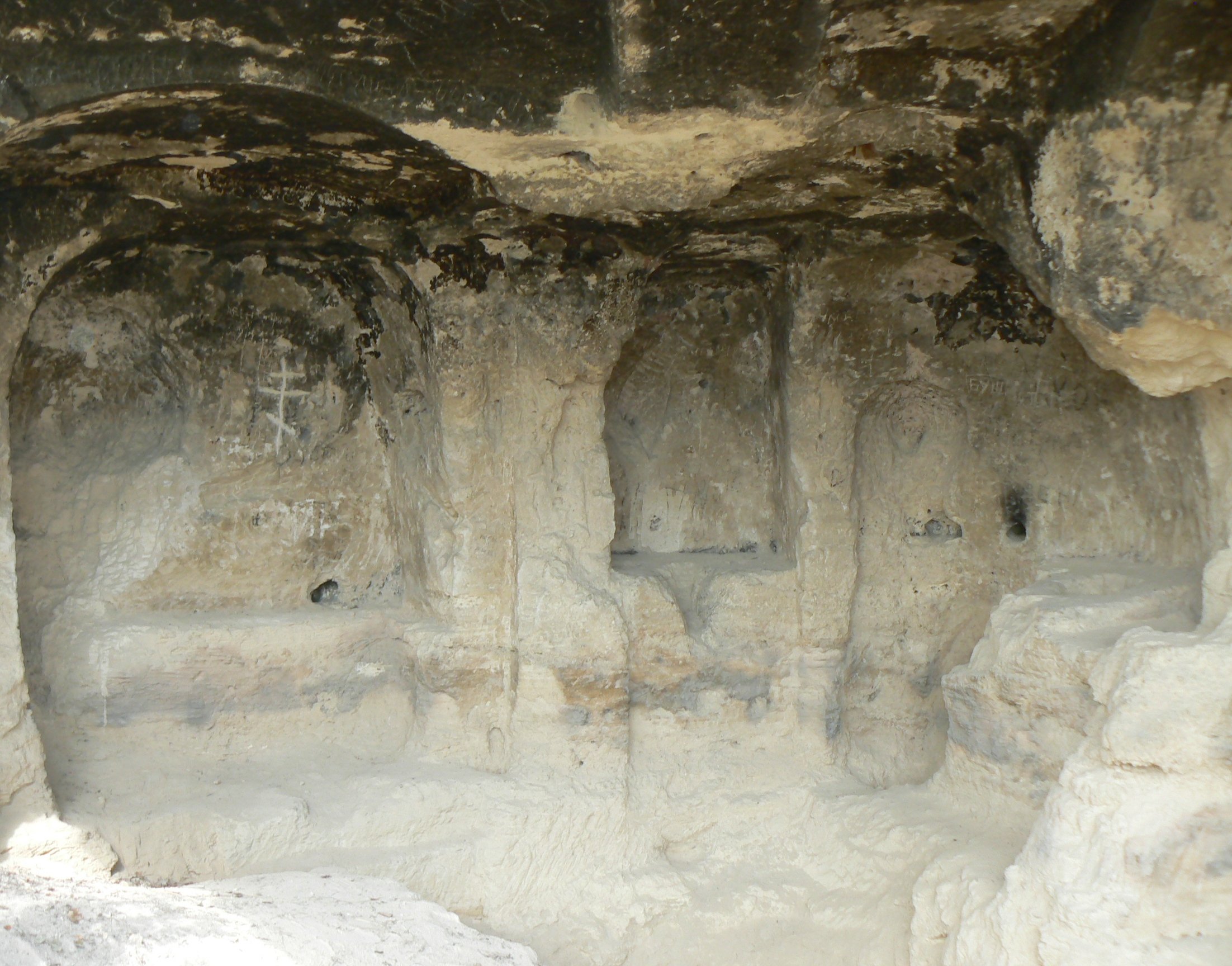
Nișe cioplite pentru scopuri religioase